# محمد سعيد باعشن
محمد سعيد باعشن (1934- 1995)، كاتب وأديب وصحفي سعودي، يعد من رواد الصحافة السعودية، ومن مؤسسي صحيفة الأضواء الأسبوعية، أول صحيفة تصدر في جدة، وهو أول رئيس تحرير لها، كما سبق له العمل محررًا رياضيًا في صحيفة البلاد.

## النشأة والدراسة
ولد في مدينة جدة عام 1934، ودرس في مدارس الفلاح التي تعد من أوائل المدارس في جدة، وحصل على شهادة الثانوية عام 1956.

## الحياة العملية
عين سكرتارية استثمار الأموال الأجنبية واستمر بها مدة عامين، ثم عين معاونا لرئيس البلدية بجدة ثم في وزارة الداخلية بالرياض،، وعمل محرراً رياضياً بصحيفة (البلاد) عام 1377هـ، وترأس صحيفة (الأضواء الأسبوعية)، وكان مقرها مدينة جدة، أسسها مع زميليه عبدالفتاح أبو مدين ومحمد أمين يحيى عام 1376ه.

## صحيفة الاضواء
تأسست صحيفة الأضواء في جدة في 4 يونيو 1957، كأول صحيفة تصدر من جدة في العهد السعودي، وثاني صحيفة بعد صحيفة بريد الحجاز. كانت تصدر بشكل أسبوعي كل يوم ثلاثاء، واتخذت مقراً لها في شقة بعمارة البنك الأهلي بشارع الملك عبد العزيز الشريان التجاري الأول في جدة حينها، وكانت تطبع في مطابع الأصفهاني الشهيرة، وتم تأسيسها من قبل محمد سعيد باعشن الذي رأس تحريرها وعبد الفتاح أبو مدين ومحمد أمين يحيى، وقد امتازت الصحيفة بخط صحافي مستقل وحُرّ، وغلفته بلغة خفيفة وحديثة، كما سلّطت الضوء على إنجازات عهد الملك سعود بن عبد العزيز، لكنها كانت شديدة اللهجة ضد تقصير وزارة الصحة والبلديات وقلم المرور وغيرهم من الإدارات الحكومية، وركزّت على تطوير الاقتصاد الوطني وأنظمة العمل والعمال، وانحازت لتعليم البنات، كما سلطت أيضًا الضوء على مجتمع جدة التجاري -سلباً وايجاباً- إلى جانب الاهتمامات الأدبية والاجتماعية.

## مؤلفاته
- الجديد في المطالعة العربية،
- التعبير الصحيح،
- تاريخ حياة جلالة الملك فيصل،
- دراسة فكرية: العواد أبعاد وملامح،
- المفرد العلم،
- المطالعة العربية،
- ثلاثون حديثا،
- الرياضيات الحديثة: تمهيدي،
- العواد وهولاء،
- الهجاء الجديد والمحفوظات،
- العلوم والتربية الصحيحة.[3]

## وفاته
توفي في القاهرة عام 1415هـ / 1995م.